# إريك جونز (فنان قصص مصورة)
إريك جونز (بالإنجليزية: Eric Jones)‏ هو فنان قصص مصورة أمريكي، ولد في 27 مايو 1971.